# Lista de prêmios e indicações recebidos por Anahí
Esta é uma lista de de prêmios e indicações recebidos por Anahí, que consiste 76 troféus ganhos, vários reconhecimentos com mais de 150 indicações.

## Arlequin Awards
| Ano  | Indicação | Categoria            | Resultado |
| ---- | --------- | -------------------- | --------- |
| 2010 | Anahi     | Trajetória Artística | Venceu    |

## Ariel Awards
O Ariel Awards é considerado o oscar mexicano
| Ano  | Indicação | Categoria             | Resultado |
| ---- | --------- | --------------------- | --------- |
| 1991 | Anahi     | Melhor Atriz Infantil | Venceu    |

## Billboard Video Awards
O Billboard Music Video Awards é realizado pela revista Billboard premiando os artistas e seus videos musicais.
| Ano  | Indicação     | Categoria                            | Resultado |
| ---- | ------------- | ------------------------------------ | --------- |
| 2000 | "Primer Amor" | Melhor Clipe de um Artista Revelação | Indicada  |

## Grammy Latino
Anahi recebeu uma indicação ao Grammy Latino junto com outras artistas com o álbum Ellas cantan a Cri Cri, lançado em 1999, no qual incluía o tema interpretado por Anahí, "Baile de los Muñecos".
| Ano  | Indicação              | Categoria             | Resultado |
| ---- | ---------------------- | --------------------- | --------- |
| 2000 | Ellas Cantan a Cri Cri | Melhor Album Infantil | Indicada  |

## Capricho Awards
O Capricho Awards é um prêmio dado pela revista Capricho aos ídolos que se destacaram durante o ano.
| Ano  | Indicação | Categoria                    | Resultado |
| ---- | --------- | ---------------------------- | --------- |
| 2007 | Rebelde   | Melhor Atriz Internacional   | Indicada  |
| 2007 | Anahí     | Melhor Cantora Internacional | Indicada  |

## Premios G1 Globo
É realizado todo final de ano pelo portal G1 da TV Globo.
| Ano  | Indicação  | Categoria    | Resultado |
| ---- | ---------- | ------------ | --------- |
| 2009 | Mi Delirio | Melhor Álbum | Venceu    |

## Prêmios Bravo
| Ano  | Indicação  | Categoria             | Resultado |
| ---- | ---------- | --------------------- | --------- |
| 1993 | El Ganador | Melhor Atriz Infantil | Venceu    |

## E! Celebrity
E! Celebrity é uma prêmiação que elege os artistas que mais se destacaram naquele decorrente ano. Em 2011, Anahí foi a primeira latina ganhar o prêmio de Celebridade Latina do Ano.
| Ano  | Indicação | Categoria                 | Resultado |
| ---- | --------- | ------------------------- | --------- |
| 2011 | Anahí     | Celebridade Latina do Ano | Venceu    |

## MTV Movie Awards México
| Ano  | Indicação                       | Categoria                           | Resultado |
| ---- | ------------------------------- | ----------------------------------- | --------- |
| 2005 | Anahi com Dulce Maria e Jolette | Trío Mas Deseable Para Una Pelicula | Venceu    |

## Radio Tiempo Colombia
| Ano  | Indicação  | Categoria                | Resultado |
| ---- | ---------- | ------------------------ | --------- |
| 2011 | "Alérgico" | Cancion del Año          | Venceu    |
| 2011 | Anahi      | Artista Feminino del Año | Venceu    |

## Prêmios Eres
Prêmios Eres é uma premiação entregue pela revista Eres desde 1994. Anahí ganhou em 2001.
| Ano  | Indicação   | Categoria           | Resultado |
| ---- | ----------- | ------------------- | --------- |
| 2001 | Primer Amor | Melhor Protagonista | Venceu    |

## Galardon a Los Grandes
Criado por Raúl Velasco de Siempre en Domingo. Anahí recebeu uma indicação.
| Ano  | Indicação | Categoria                       | Resultado |
| ---- | --------- | ------------------------------- | --------- |
| 2010 | Anahí     | Artista Feminina Pop Do Momento | Indicada  |

## Prêmios Radio Israel
| Ano  | Indicação | Categoria        | Resultado |
| ---- | --------- | ---------------- | --------- |
| 2011 | Anahi     | Cantante del Año | Venceu    |
| 2011 | "Quiero"  | Cancion del Año  | Venceu    |

## Prêmios Monitor Latino
Anahí recebeu uma indicação.
| Ano  | Indicação       | Categoria        | Resultado |
| ---- | --------------- | ---------------- | --------- |
| 2010 | "Me Hipnotizas" | Revelação do Ano | Indicada  |

## Young Awards México
Anahí recebeu uma indicação.
| Ano  | Indicação | Categoria                | Resultado |
| ---- | --------- | ------------------------ | --------- |
| 2017 | Anahi     | Estrela Latina Preferida | Indicada  |

## Nickelodeon

### Argentina Kids' Choice Awards
Kids Choice Awards Argentina aconteceu pela primeira vez em 2011 e Anahí recebeu uma indicação.
| Ano  | Indicação | Categoria               | Resultado |
| ---- | --------- | ----------------------- | --------- |
| 2011 | Anahí     | Artista Latino Favorito | Indicada  |

### México Kids' Choice Awards
Kids Choice Awards Mexico é a versão mexicana do Kids Choice Awards que prestigia artistas da música, cinema e esporte. Anahí recebeu seis indicações, vencendo em duas.
| Ano  | Indicação    | Categoria                 | Resultado |
| ---- | ------------ | ------------------------- | --------- |
| 2010 | Anahí        | Artista ou Banda Favorita | Venceu    |
| 2010 | Anahí        | Look Favorito             | Venceu    |
| 2010 | "Mi Delirio" | Canção Favorita           | Indicada  |
| 2012 | Dos Hogares  | Atriz Favorita            | Indicada  |
| 2013 | Anahí        | Tuiteiro Favorito         | Indicada  |
| 2016 | Anahí        | Chica Trendy              | Venceu    |
| 2016 | Anahí        | Melhor Look               | Venceu    |

## Prêmios Tu Mundo
Prêmios Tu Mundo é uma premiação realizada pelo canal latino Telemundo, premiando os melhores da música, televisão e esporte hispânico. Anahí ganhou em 2012.
| Ano  | Indicação | Categoria              | Resultado |
| ---- | --------- | ---------------------- | --------- |
| 2012 | Anahi     | I’m Sexy and I Know It | Venceu    |

## Prêmios Orgullosamente Latino
Prêmios Orgullosamente Latino é o prêmio Latino organizada pelo canal Ritmoson Latino. A cerimônia foi realizada entre 2004 a 2010. Anahí recebeu um prêmio de quatro indicações.
| Ano  | Indicação       | Categoria             | Resultado |
| ---- | --------------- | --------------------- | --------- |
| 2010 | Anahí           | Cantora Latina do Ano | Indicada  |
| 2010 | "Me Hipnotizas" | Canção Latina do Ano  | Venceu    |
| 2010 | Mi Delirio      | Disco Latino do Ano   | Indicada  |
| 2010 | "Mi Delirio"    | Vídeo Latino do Ano   | Indicada  |

## Prêmios OTTI
| Ano  | Indicação   | Categoria              | Resultado |
| ---- | ----------- | ---------------------- | --------- |
| 2001 | Primer Amor | Melhor Atuação Juvenil | Venceu    |

## EXA Awards
| Ano  | Indicação | Categoria                                     | Resultado |
| ---- | --------- | --------------------------------------------- | --------- |
| 2009 | Anahi     | Artista mais esperado da noite                | Venceu    |
| 2011 | Anahi     | Carnaval Veracruz                             | Venceu    |
| 2011 | Anahi     | Reconhecimento por recordes de vendas Aviesta | Venceu    |

## Famavision de ORO
| Ano  | Indicação | Categoria        | Resultado |
| ---- | --------- | ---------------- | --------- |
| 2012 | Anahi     | Solista Feminina | Venceu    |

## Radio Nick
| Ano  | Indicação | Categoria          | Resultado |
| ---- | --------- | ------------------ | --------- |
| 2013 | Anahi     | Artista Pro-Social | Venceu    |

## Fans Choice Awards
| Ano  | Indicação       | Categoria       | Resultado |
| ---- | --------------- | --------------- | --------- |
| 2017 | Anahi           | Artista Pop     | Venceu    |
| 2022 | Anahi           | Artista Pop     | Indicada  |
| 2023 | Anahi e Karol G | Colaboração Pop | Venceu    |

## Prêmios Palma de Oro
| Ano  | Indicação                  | Categoria             | Resultado |
| ---- | -------------------------- | --------------------- | --------- |
| 1991 | Había una vez una estrella | Melhor Atriz Infantil | Venceu    |
| 1996 | Anahi                      | Premio de Oro         | Venceu    |

## Shorty Awards
| Ano  | Indicação | Categoria                      | Resultado |
| ---- | --------- | ------------------------------ | --------- |
| 2013 | Anahi     | Melhor em Rede Social - México | Indicada  |
| 2013 | Anahi     | Melhor Instagram               | Indicada  |

## Prêmios People En Español
Prêmios People en Español  é um prêmio de música concedido anualmente pela revista People en Español. Anahí recebeu 5 prêmios de 11 indicações.
| Ano  | Indicação                                                | Categoria                                 | Resultado |
| ---- | -------------------------------------------------------- | ----------------------------------------- | --------- |
| 2009 | "El Regalo Más Grande" (com Tiziano Ferro & Dulce María) | Colaboração do Ano                        | Indicada  |
| 2009 | Anahí                                                    | Melhor Apresentador(a) em Evento Especial | Venceu    |
| 2009 | Anahí                                                    | Look Mais Popular                         | Venceu    |
| 2010 | "Mi Delirio"                                             | Canção Latina do Ano                      | Indicada  |
| 2010 | Anahi                                                    | Melhor Penteado                           | Venceu    |
| 2010 | Anahí                                                    | Artista do Ano                            | Indicada  |
| 2010 | Mi Delirio                                               | Álbum Latino do Ano                       | Indicada  |
| 2011 | "Libertad" (com Christian Chávez)                        | Melhor Vídeo do Ano                       | Venceu    |
| 2011 | Anahí                                                    | Melhor Cantor ou Grupo                    | Venceu    |
| 2012 | Anahí                                                    | Rainha do Twitter                         | Indicada  |
| 2013 | Anahí e Manuel Velasco                                   | O Casal Mais Social                       | Indicada  |
| 2014 | Anahí                                                    | Selfie do Ano                             | Venceu    |

## El Dictamen
| Ano  | Indicação | Categoria             | Resultado |
| ---- | --------- | --------------------- | --------- |
| 1993 | Anahi     | Melhor Atriz Infantil | Venceu    |

## Prêmios Juventud
Premios Juventud é uma premiação para os de língua espanhola celebridades nas áreas de cinema, música, esportes, moda e cultura pop, apresentado pela rede de televisão Univision.
| Ano  | Indicação                                                | Categoria                     | Resultado |
| ---- | -------------------------------------------------------- | ----------------------------- | --------- |
| 2005 | Anahí                                                    | Quiero Vestir Como Ella       | Indicada  |
| 2005 | Anahí                                                    | Chica que me Quita el Sueño   | Indicada  |
| 2006 | Anahí                                                    | Quiero Vestir Como Ella       | Indicada  |
| 2006 | Anahí                                                    | Chica que me Quita el Sueño   | Indicada  |
| 2007 | Anahí                                                    | Qué Rico Que Se Mueve!        | Indicada  |
| 2007 | Anahí                                                    | Quiero Vestir Como Ella       | Indicada  |
| 2007 | Anahí                                                    | Chica Que Me Quita El Sueño   | Indicada  |
| 2007 | Anahí                                                    | Mi Ídolo Es…                  | Indicada  |
| 2007 | Anahí                                                    | En La Mira Del Paparazzi      | Indicada  |
| 2008 | Anahí                                                    | Quiero Vestir Como Ella       | Indicada  |
| 2008 | Anahí                                                    | Chica que me Quita el Sueño   | Indicada  |
| 2008 | Anahí                                                    | Mi Ídolo Es…                  | Indicada  |
| 2009 | Anahí                                                    | Quiero Vestir Como Ella       | Indicada  |
| 2009 | "El Regalo Más Grande" (ft. Tiziano Ferro & Dulce María) | La Combinación Perfecta       | Indicada  |
| 2009 | Anahí                                                    | Chica que me Quita el Sueño   | Indicada  |
| 2009 | Anahí                                                    | Mi Ídolo Es…                  | Indicada  |
| 2009 | Anahí e Rodrigo Ruiz de Teresa                           | Tórridos Romances             | Indicada  |
| 2009 | Anahí                                                    | En la Mira de los Paparazzi   | Indicada  |
| 2010 | Anahí                                                    | Chica que me Quita el Sueño   | Indicada  |
| 2010 | Anahí                                                    | ¡Qué Rico se Mueve!           | Indicada  |
| 2010 | Mi Delirio                                               | La Más Pegajosa               | Indicada  |
| 2010 | Mi Delirio                                               | Mi Video Favorito             | Indicada  |
| 2010 | Mi Delirio                                               | Mi Ringtone                   | Indicada  |
| 2010 | Mi Delirio                                               | Me Muero Sin Ese CD           | Indicada  |
| 2010 | Anahí                                                    | Mi Artista Pop Favorito Es... | Indicada  |
| 2010 | Anahí                                                    | Mi Idolo Es...                | Indicada  |
| 2010 | Anahí                                                    | En la Mira de los Paparazzi   | Indicada  |
| 2011 | "Alérgico"                                               | Canción Corta-Venas           | Indicada  |
| 2011 | Anahí                                                    | Síganme Los Buenos            | Indicada  |
| 2012 | Anahí                                                    | Chica que me Quita el Sueño   | Indicada  |
| 2012 | Anahí                                                    | Síganme Los Buenos            | Indicada  |
| 2012 | "Dividida"                                               | Mejor Tema Novelero           | Indicada  |
| 2016 | Anahí                                                    | Voz del Momento               | Indicada  |
| 2016 | Anahí                                                    | Mi Artista Pop Rock           | Indicada  |
| 2016 | "Rumba" (ft. Wisin)                                      | La Combinación Perfecta       | Indicada  |
| 2016 | "Rumba" (ft. Wisin)                                      | La Más Pegajosa               | Indicada  |
| 2016 | "Eres" (ft. Julión Álvarez)                              | Canción Corta–venas           | Indicada  |

## Prêmios TVZ
| Ano  | Indicação | Categoria                    | Resultado |
| ---- | --------- | ---------------------------- | --------- |
| 2010 | Anahi     | Melhor Artista Internacional | Venceu    |

## Prêmios Quiero
Prêmios Quiero é uma prêmiação Argentina. Anahí recebeu uma indicação em 2011.
| Ano  | Indicação   | Categoria                     | Resultado |
| ---- | ----------- | ----------------------------- | --------- |
| 2011 | Mi Delirio" | Melhor Video Artista Femenino | Indicada  |

## Prêmios FebreTeen
Prêmios FebreTeen é uma premiação virtual realizada pela revista de mesmo nome. Anahí recebeu duas indicações e ganhou uma.
| Ano  | Indicação | Categoria                  | Resultado |
| ---- | --------- | -------------------------- | --------- |
| 2016 | "Rumba"   | Melhor Clipe Internacional | Venceu    |
| 2016 | Anahí     | Melhor Artista Latino      | Indicada  |

## Prêmios Social Star
O 'Prêmios Social Star foram entregues em 23 de maio de 2013 no Marina Bay Sands, Singapur. Conduzidos por Jessica Alba y Jeremy Piven. Premiam os que mais se destacaram na música, cinema, televisão, esporte e jogos
| Ano  | Indicação | Categoria            | Resultado |
| ---- | --------- | -------------------- | --------- |
| 2013 | Anahí     | Celebridade Mexicana | Venceu    |

## Prêmios Red10
Prêmios Social Media ou Prêmios Red10 é uma prêmiação que elege os mais influentes nas redes sociais. Anahí ganhou dois prêmios.
| Ano  | Indicação | Categoria        | Resultado |
| ---- | --------- | ---------------- | --------- |
| 2011 | Anahí     | Mais Influente   | Venceu    |
| 2011 | Anahí     | Artista Feminina | Venceu    |

## Prêmio TVyNovelas
Prêmio TVyNovelas é uma prêmiação entregue pelo canal Televisa e pela revista TVyNovelas que elege os melhores da TV mexicana.
| Ano  | Indicação                               | Categoria                 | Resultado |
| ---- | --------------------------------------- | ------------------------- | --------- |
| 1996 | Anahi (Alondra)                         | Melhor Atriz Juvenil      | indicada  |
| 2000 | Mujeres Engañadas                       | Melhor Atriz revelação    | Venceu    |
| 2001 | Primer Amor                             | Melhor Atriz Protagonista | indicada  |
| 2006 | Rebelde                                 | Melhor Atriz Juvenil      | indicada  |
| 2012 | Dos Hogares                             | Melhor Atriz              | indicada  |
| 2012 | "Redirme En Tu Amor" (com Carlos Ponce) | Melhor Tema Musical       | indicada  |

## Prêmios TeleHit
Prêmios TeleHit é uma premiação entregue pelo canal mexicano Telehit desde 2008. Anahí recebeu uma indicação.
| Ano  | Indicação | Categoria            | Resultado |
| ---- | --------- | -------------------- | --------- |
| 2010 | Anahí     | Artista Juvem do Ano | Indicada  |

## Prêmios Miaw MTV
Os Prêmios MTV Miaw, são alguns prêmios estabelecidos pela MTV para premiar o melhor da geração do milênio, bem como música e filme, além de premiar o melhor do mundo digital.
| Ano  | Indicação | Categoria          | Resultado |
| ---- | --------- | ------------------ | --------- |
| 2014 | Anahí     | Twitteiro Favorito | Venceu    |

## Prêmios Texas
Prêmios Texas é uma premiação anual para mostrar de língua espanhola celebridades que homenageia o ano da maior atos música. Anahí recebeu duas nomeações.
| Ano  | Indicação | Categoria               | Resultado |
| ---- | --------- | ----------------------- | --------- |
| 2011 | Anahí     | Melhor Artista Rock Pop | Indicada  |
| 2012 | Anahí     | Melhor Artista Rock Pop | Indicada  |

## Latin Italian Music Awards
| Ano  | Indicação               | Categoria                                   | Resultado |
| ---- | ----------------------- | ------------------------------------------- | --------- |
| 2014 | Anahí                   | Artist Saga                                 | Venceu    |
| 2015 | Anahi                   | Best Latin Female Artist of The Year        | Venceu    |
| 2015 | Anahi                   | Artist Saga                                 | Venceu    |
| 2015 | Rumba – Anahi ft. Wisin | Best Latin Female Video of The Year         | Venceu    |
| 2015 | Rumba – Anahi ft. Wisin | Best Latin Collaboration of The Year        | Venceu    |
| 2016 | Anahi                   | Artista Latina do Ano                       | Indicada  |
| 2016 | Anahi                   | Artista Saga                                | Indicada  |
| 2016 | Inesperado              | Melhor Album Latino de uma Artista Feminina | Indicada  |
| 2016 | Amnesia                 | Melhor Video Latino de uma Artista Feminina | Indicada  |

## Prêmios Hits Del Verano
| Ano  | Indicação | Categoria               | Resultado |
| ---- | --------- | ----------------------- | --------- |
| 2021 | Anahí     | Melhor Artista Feminina | Venceu    |

## Reconhecimentos
- 2008: O site americano The New York Times considerou Anahí a voz do momento.[21]
- 2009: Foi eleita a segunda latina mais buscada no Google.[22]
- 2010: A revista VIP a elegeu como a 10° mulher mais sexy do planeta.[23]
- 2010: A revista People en Español a nomeou como uma dos "Os 50 mais Belos".[24]
- 2011: A revista Sexonio a nomeou como uma de "Os 36 lideres de 2011".[25]
- 2011: Foi eleita pela revista Quién a celebridade com o corpo mais perfeito.[26]
- 2012: A revista Sexonio a nomeou novamente como uma de "Os 36 lideres de 2012".[27]
- 2013: Foi considerada a mulher mais linda do México pela revista Quién.[28]